# La Corsa di Miguel

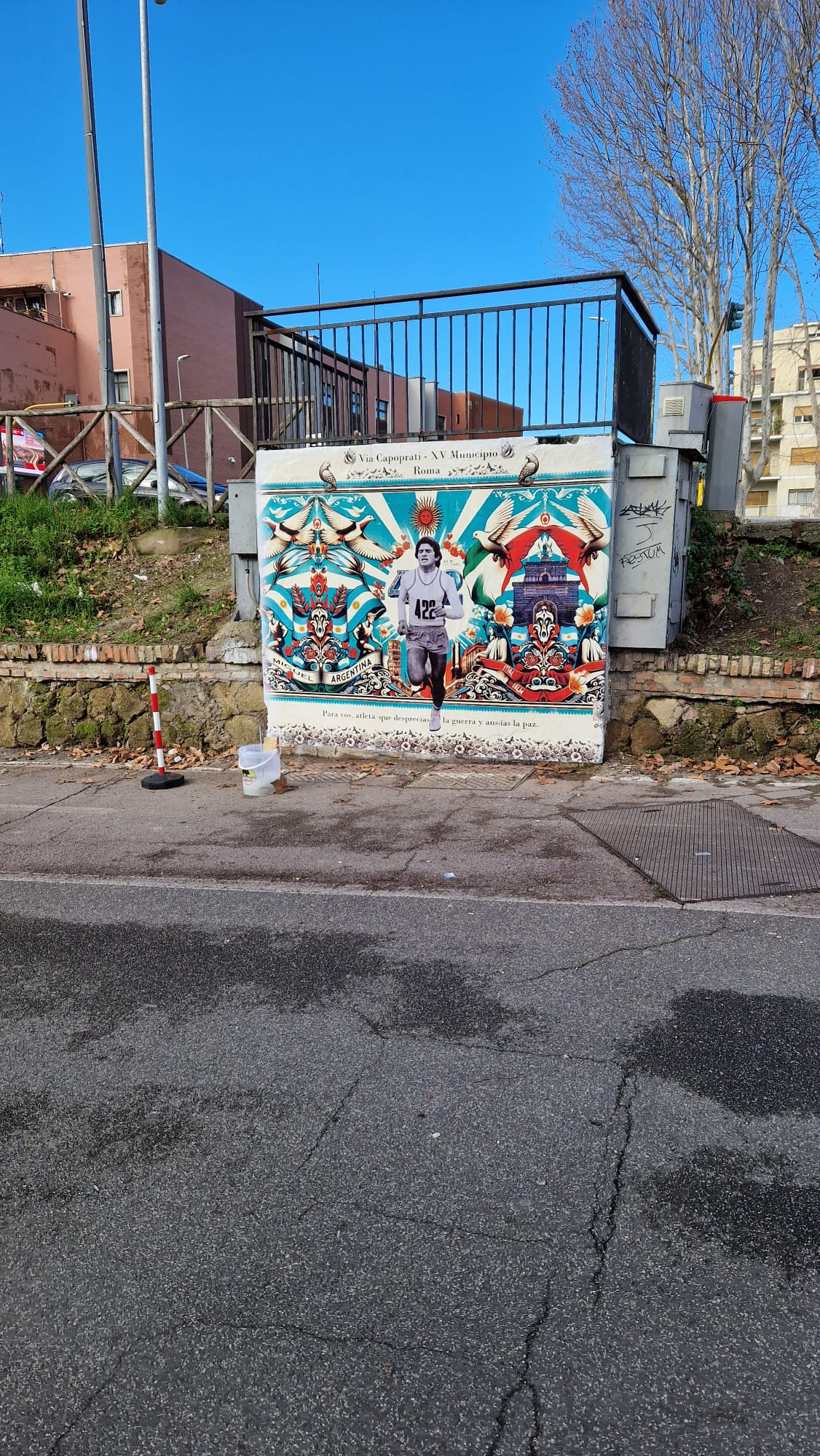
Murales dedicato a Miguel in Via Capoprati (Ponte Milvio) percorso della Corsa di Miguel

La Corsa di Miguel è una corsa podistica di atletica leggera, a carattere sia agonistico che non competitivo, che si svolge a Roma con frequenza annuale.

## Storia
La corsa nasce nel 2000 per iniziativa del giornalista della Gazzetta dello Sport Valerio Piccioni, organizzata dal Club Atletico Centrale in collaborazione con l’Assessorato alle Politiche Sportive del Comune di Roma. Le finalità della gara, oltre a quelle atletiche e sportive, nascono dal desiderio di ricordare e commemorare la figura di Miguel Benacio Sánchez, giovane poeta e podista argentino, tra i migliori della sua epoca ed ucciso nel 1978 a causa delle sue idee politiche e sociali durante il periodo della dittatura argentina di Jorge Rafael Videla.
Nel corso degli anni e con sempre maggior rilievo, la corsa, oltre ai suoi contenuti agonistici, è divenuta simbolo di promozione dei valori contro il razzismo e della lotta alle sopraffazioni sociali e politiche avvenute non solo in Argentina, ma più in generale in tutto il mondo
La gara da allora si è sempre svolta, senza interruzioni, nel mese di gennaio (in concomitanza con la data della scomparsa di Miguel), con la partecipazione di un numero sempre crescente di atleti e simpatizzanti, arrivati al numero di circa 9.000 nel 2017.
Dopo l'interruzione nel 2021 della gara su strada dovuta alla pandemia da Covid-19 (la corsa del 2020 si era infatti disputata appena prima dell'introduzione delle misure di prevenzione), il 25 aprile 2022 si è disputata la 23ª edizione de La Corsa di Miguel che ha visto, nelle sue due versioni, tagliare il traguardo quasi 5000 atleti, numero contingentato per garantire il rispetto delle direttive delle autorità sanitarie.
Con la gara italiana si svolge una omologa corsa a Buenos Aires, la "Carrera de Miguel", in calendario nel mese di marzo, nella domenica più vicina all'anniversario del colpo di stato militare argentino del 24 marzo 1976.

## La gara
La corsa, di 10 km (per la non competitiva sia di 10 km che di 4 km), si snoda lungo le vie di Roma e si svolge sia in modalità agonistica, riservata agli atleti iscritti F.I.D.A.L. o enti di promozione sportiva riconosciuti dal C.O.N.I. o titolari di Runcard, sia con caratteristiche non competitive, aperta a tutti. Alla competizione partecipano atleti di primo piano sia italiani che internazionali.

## Aspetti etici e mediatici
Alla gara sono da sempre abbinati eventi culturali e manifestazioni di sensibilizzazione sociale. Il successo sia agonistico che etico ha decretato l'interesse dei media; la gara infatti è ormai entrata nel novero delle gare di atletica di interesse nazionale, nonché appuntamento fisso di trasmissione in diretta RAI e oggetto di numerosi special e reportage televisivi

## Albo d'oro
dal 2006, anno di avvio del nuovo sistema di cronometraggio
| Anno | Gara maschile      | Nazione | Tempo  | Gara femminile     | Nazione | Tempo    |
| ---- | ------------------ | ------- | ------ | ------------------ | ------- | -------- |
| 2006 | Salvatore Vincenti | Italia  | 30'09" | Rosaria Console    | Italia  | 35'12"   |
| 2007 | Cosimo Caliandro   | Italia  | 30'02" | Angela Rinicella   | Italia  | 36'25"   |
| 2008 | Salvatore Vincenti | Italia  | 30'17" | Adelina De Soccio  | Italia  | 36'21"   |
| 2009 | Yuri Floriani      | Italia  | 29'48" | Touria Samiri      | Italia  | 35'06"   |
| 2010 | Cosimo Caliandro   | Italia  | 29'53" | Laila Soufyane     | Italia  | 36'16"   |
| 2011 | Francesco Bona     | Italia  | 29'41" | Federica Dal Ri    | Italia  | 34'23"   |
| 2012 | Andrea Lalli       | Italia  | 29'01" | Janat Hanane       | Italia  | 33'39"   |
| 2013 | Riccardo Passeri   | Italia  | 30'08" | Fatina Maroui      | Italia  | 2h25'07" |
| 2014 | Yuri Floriani      | Italia  | 30'37" | Angela Rinicella   | Italia  | 35'49"   |
| 2015 | Ahmed El Mazoury   | Italia  | 28'57" | Laila Soufyane     | Italia  | 34'03"   |
| 2016 | Daniele D'Onofrio  | Italia  | 24'13" | Laila Soufyane     | Italia  | 30'51"   |
| 2017 | Yuri Floriani      | Italia  | 29'35" | Rosaria Console    | Italia  | 33'04"   |
| 2018 | Ahmed El Mazoury   | Italia  | 29'35" | Rosaria Console    | Italia  | 33'18"   |
| 2019 | Said Elotmani      | Italia  | 30'11" | Laila Soufyane     | Italia  | 33'44"   |
| 2020 | Luca Parisi        | Italia  | 30'03" | Sara Brogiato      | Italia  | 33'33"   |
| 2021 | Virtual run        |         |        | Virtual run        |         |          |
| 2022 | Freedom Amaniel    | Eritrea | 28'56" | Costanza Arpinelli | Italia  | 33'05"   |
| 2023 | Michele Fontana    | Italia  | 28'57" | Sveva Fascetti     | Italia  | 33'11"   |
| 2024 | Martino De Nardi   | Italia  | 30'04" | Lucia Mitidieri    | Italia  | 34'36"   |